# Pavie
Pavie ist eine französische Gemeinde mit 2540 Einwohnern (Stand 1. Januar 2022) im Département Gers in der Region Okzitanien; sie gehört zum Arrondissement Auch und zum Kanton Auch-1.

## Geschichte
Pavia wurde am 5. Mai 1281 kurz nach Mirande von Bernhard IV., Graf von Astarac, und Eustache de Beaumarchès als einer der vielen Bastiden, die damals im Südwesten von Frankreich entstanden, gegründet. Der Name des Ortes ist eine Anlehnung an die italienische Stadt Pavia.

### Bevölkerungsentwicklung
| Jahr      | 1962 | 1968 | 1975 | 1982 | 1990 | 1999 | 2006 | 2018 |
| Einwohner | 771  | 1005 | 1539 | 1699 | 2196 | 2222 | 2332 | 2490 |

## Sehenswürdigkeiten
- Brücke über den Gers (13. Jahrhundert, als Monument historique klassifiziert)
- Kapelle Notre-Dame du Cédon
- Gotische Pfarrkirche Saint Pierre
- Schloss Besmaux
- Schloss Pavie (17. Jahrhundert)
- Tour du Guêt aus der ehemaligen Stadtbefestigung (14. Jahrhundert)

## Persönlichkeiten
- Bertrand Pierre Castex (1771–1842), General, geboren in Pavie (siehe Liste der Personennamen auf dem Triumphbogen in Paris)
- Mario Cavaglieri (1887–1969), Maler, lebte in Pavie
- Bruno Trentin (1926–2007), italienischer Gewerkschafter, geboren in Pavie

## Partnerschaften
Mit der spanischen Gemeinde Villanueva de Gállego in der Provinz Saragossa (Aragon) besteht eine Partnerschaft.